# Angelino (personaggio)

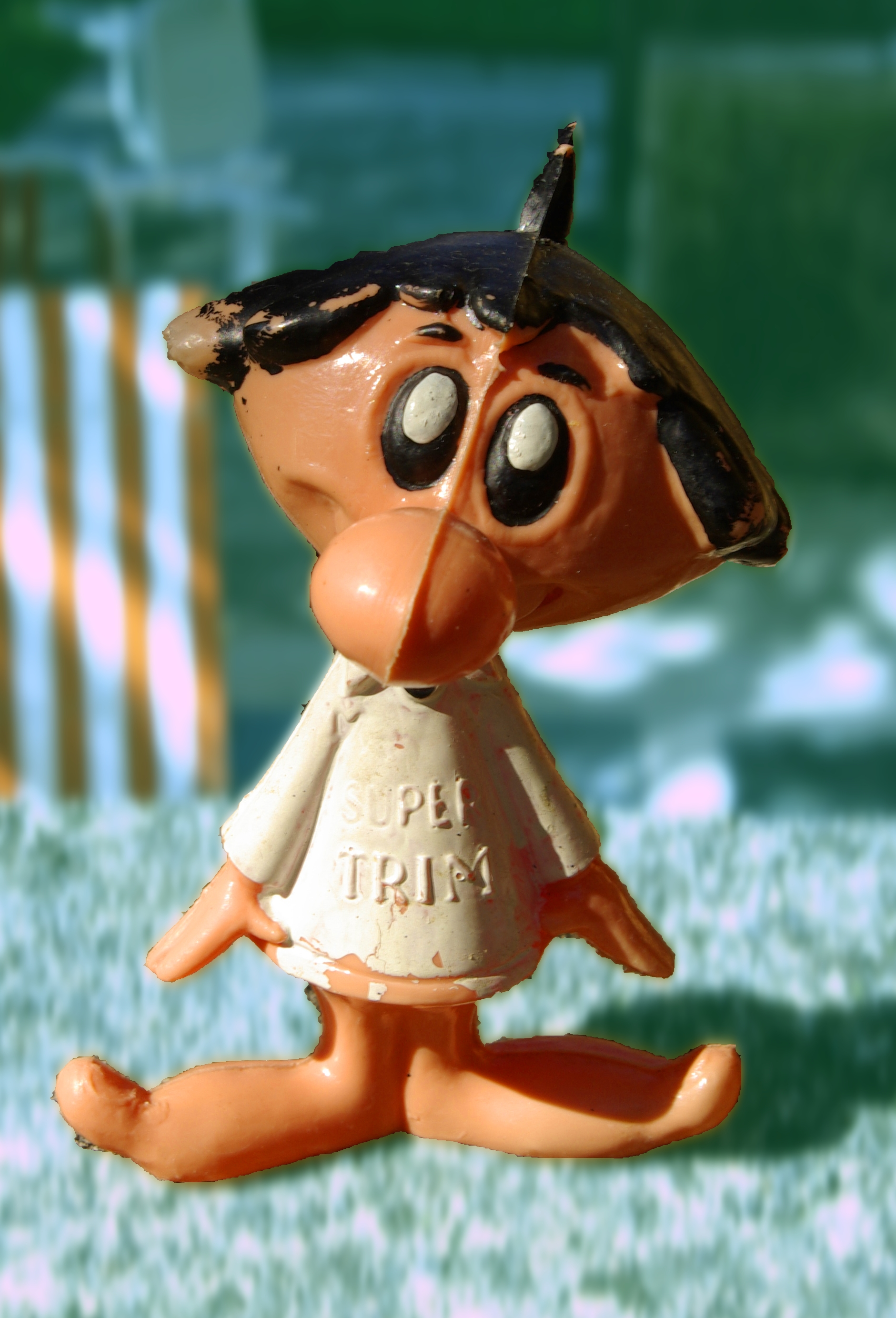
Statuetta di Angelino risalente agli anni '60.

Angelino è un personaggio immaginario creato da Paul Campani con la partecipazione di Massimo Garnier, noto al pubblico per essere stato con l'Omino con i baffi della Bialetti il primo ad aver animato il Carosello degli anni '50. Apparve in TV dal 1958 al 1965 e reclamizzava il detersivo Super Trim della Agip. Dai suoi corti verrà tratta nel 1963 una serie a fumetti pubblicata sull'almanacco Girandola T.V. (famoso per aver accolto anche le storie di molti altri personaggi della Paul Film come Toto e Tata).
Angelino è un giovane angelo dai capelli e dagli occhi neri indossante soltanto un camice bianco, molto curioso per le passioni degli esseri umani, che quasi sempre finisce per scontrarsi con animali o combinare qualcosa (ricorrendo raramente al furto di cibarie, soprattutto nei fumetti) durante i suoi viaggi sulla Terra e sporcarsi il camice in una pozzanghera. Dal 1962 gli è stata affiancata una controparte femminile, Angelina, la quale è presente solamente negli ultimi corti per Carosello degli anni 60.
I corti sono accompagnati dalla musica del Rondò alla turca di Mozart.
Nella maggior parte dei suoi cortometraggi Angelino non parla mai, malgrado si esprima con accento romanesco nelle storie a fumetti realizzate da Campani, Romano Scarpa e Giancarlo Tonna.